# Krzysztof Chrapek

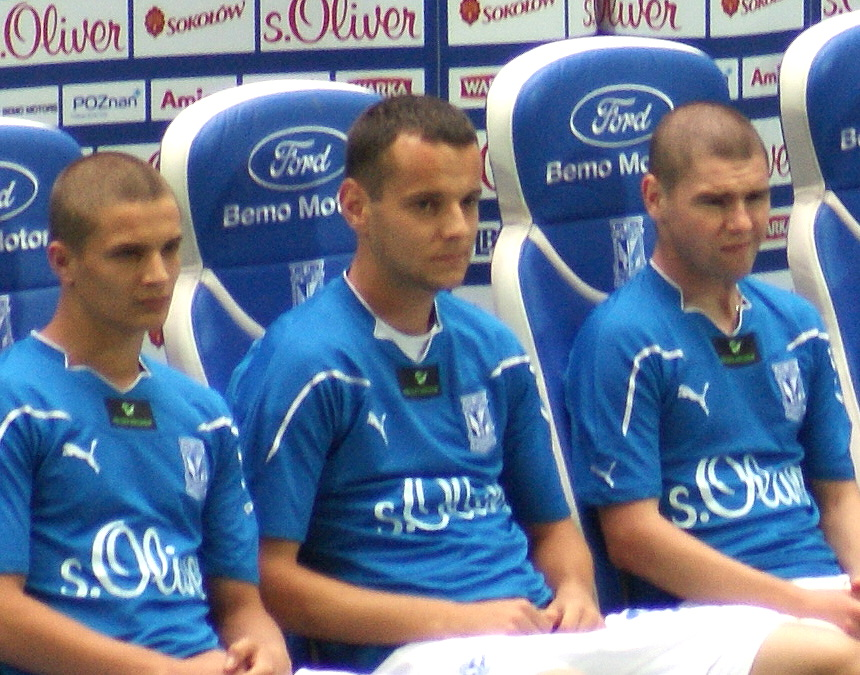
Napastnicy Lecha Poznań (od lewej): Bereszyński, Mikołajczak, Chrapek.

Krzysztof Chrapek (ur. 7 października 1985 w Czechowicach-Dziedzicach) – polski piłkarz, grający na pozycji napastnika i lewego pomocnika, wychowanek Górnika Brzeszcze.

## Kariera
Krzysztof Chrapek rozpoczynał swoją karierę w Górniku Brzeszcze. W sezonie 2003/2004, gdy klub spadł do ligi okręgowej, był obok Łukasza Bartusia najskuteczniejszym piłkarzem swojego zespołu. Zimą 2006 roku Chrapek przeszedł do Podbeskidzia Bielsko-Biała. Zadebiutował w nim 25 marca 2006 roku w zremisowanym 0:0 meczu ze Śląskiem Wrocław.
W sezonie 2006/2007 Chrapek zdobył osiem goli w rozgrywkach drugiej ligi. Strzelał ważne bramki w spotkaniach z m.in. Śląskiem Wrocław, Zawiszą Bydgoszcz, Polonią Warszawa, Zagłębiem Sosnowiec i ŁKSem Łomża. Zdobył również jednego gola w meczu pucharu Polski z Górnikiem Wałbrzych. Podbeskidzie uplasowało się na dwunastym miejscu w tabeli, a Chrapek był jego najlepszym strzelcem. W kolejnych rozgrywkach utracił skuteczność i do bramki rywali trafił tylko dwukrotnie.
W 7 kolejce rozgrywek o mistrzostwo I ligi 2008/2009 przełamał niemoc strzelecką napastników Podbeskidzia, trwającą od początku sezonu. Następnie regularnie strzelał gole. Strzelił hat-tricka w spotkaniu z Wisłą Płock, a 23 maja 2009 roku wygranym 9:0 meczu z Turem Turek zdobył pięć bramek. Sezon zakończył z 18 trafieniami na koncie i w tabeli najskuteczniejszych strzelców pierwszej ligi zajął trzecie miejsce.
10 lipca 2009 roku podpisał czteroletnią umowę z Lechem Poznań. Dwa tygodnie później zdobył z Kolejorzem Superpuchar Polski. Nie zdołał przebić się jednak do podstawowego składu i kilka razy zagrał w Młodej Ekstraklasie. W październiku doznał zerwania wiązadeł krzyżowych. Kontuzja wykluczyła go z gry do końca rundy jesiennej. 23 grudnia 2010 roku został wypożyczony do Piasta Gliwice na okres roku. Ostatecznie jednak doznał kontuzji, zerwania ścięgna Achillesa i wypożyczenie nie doszło do skutku.

## Statystyki
(Stan na 17 sierpnia 2016)
| Sezon     | Klub                       | Mecze | Gole |
| --------- | -------------------------- | ----- | ---- |
| 2005/2006 | Podbeskidzie Bielsko-Biała | 12    | 1    |
| 2006/2007 | Podbeskidzie Bielsko-Biała | 29    | 8    |
| 2007/2008 | Podbeskidzie Bielsko-Biała | 29    | 2    |
| 2008/2009 | Podbeskidzie Bielsko-Biała | 31    | 18   |
| 2009/2010 | Lech Poznań                | 12    | 0    |
| 2013/2014 | Podbeskidzie Bielsko-Biała | 18    | 3    |
| 2014/2015 | Podbeskidzie Bielsko-Biała | 14    | 1    |
| 2015/2016 | BKS Stal Bielsko-Biała     | 13    | 8    |
| 2016/2017 | BKS Stal Bielsko-Biała     | 4     | 1    |